# 二ノ関駅
二ノ関駅（にのせきえき）は、かつて埼玉県入間郡古谷村（現・川越市）古谷上に存在した、西武鉄道大宮線の停留場。

## 概要
古谷上地区に入ってすぐ、伊佐沼へ上る道の途中にあった停留場で、交換可能であった。交換設備を持つ西武大宮線の停留場は文献によりばらつきがあるが、当停留場は当初から交換可能であったことが確認されている。
なお、公文書によれば1922年（大正11年）に「交換に時間がかかりすぎる」との理由から、30チェーン（約660メートル）離れた「県道沿い」に移転したとの記録が存在する。これからみるに当初は併用軌道上ではなく専用軌道上に位置したとも解釈出来るが、詳細は不明である。
当停留場から芝地駅まで古谷村を斜めに走っており、伊佐沼沿いに抜けて行くとすぐに沼端駅だった。

## 歴史
- 1906年（明治39年）4月16日：川越電気鉄道により開業。
- 1914年（大正3年）12月：会社合併に伴い、武蔵水電川越東線の停留場となる。
- 1922年（大正11年）
  - 6月1日：会社分離に伴い武蔵鉄道（後の西武鉄道）の停留場となる。
  - 11月17日：川越東線の線名改称に伴い、大宮線の停留場となる。
  - 12月20日：県道沿いに移転。
- 1927年（昭和2年）8月28日 - 9月3日：車庫火災により運休。
- 1940年（昭和15年）12月20日：大宮線休止。
- 1941年（昭和16年）2月25日：大宮線の廃線に伴い廃止される。

## 廃線後の状況
周辺には国道16号が開通し、旧道と交わる伊佐沼交差点にも地下道が出来るなど地勢や景観の変動が激しく、痕跡を見出すことは出来ない。
駅跡地の西方には九十川が流れているが、国道16号橋桁のすぐ北側に大正13年に竣工された二枚橋が2013年現在においても現存している。この橋は古くから大宮と川越を繋いできた川越新道にかかっている。現在の国道16号の橋桁があるあたりに電鉄の橋桁があり、二枚橋から見ることができた。二枚橋の近くには味の良さで知られる天婦羅屋があったという。

## 隣の駅
西武鉄道
大宮線
成田山前駅 - 二ノ関駅 - 沼端駅